# 玩具总动员：派对恐龙
《派对恐龙》（英語：Partysaurus Rex）是2012年皮克斯动画工作室出品的计算机动画短片，由马克·沃尔什执导，2012年9月14日与《海底总动员》一起上映。本剧《玩具总动员》3部小短篇的第三部也是最后一部，根据《玩具总动员》中的角色改编而成。短片中，雷克斯被留在浴室里，和沐浴玩具做朋友。

## 上映
本片于2012年9月14日与《海底总动员》一起上映。于2012年10月8日在迪士尼频道首播。